# Ochodaeus pocadioides
Ochodaeus pocadioides é uma espécie de insetos coleópteros polífagos pertencente à família Ochodaeidae.
A autoridade científica da espécie é Motschulsky, tendo sido descrita no ano de 1859.
Trata-se de uma espécie presente no território português.